# Гудзінський Вадим Васильович
Вадим Васильович Гудзінський (нар. 2 липня 2001, Павлів, Львівська область, Україна) — український футболіст, півзахисник волочиського «Агробізнеса».

## Клубна кар'єра
Вихованець молодіжної академії «Карпат», кольори яких з 2014 по 2018 рік захищав у ДЮФЛУ. Наприкінці липня 2018 року підписав свій перший контракт, з «Карпатами». У сезоні 2018/19 років виступав за юнацьку команду «зелено-білих», а вже наступного сезону — дебютував у молоідній команді львівського клубу. Навесні 2020 року «Карпати» знялися з розіграшу Прем'єр-ліги, а дещо згодом клубпройшов атестацію для участі в Другій лізі України. Вадим став одним з молодих футболістів, які залишилися в складі «зелено-білих». За першу команду «Карпат» дебютував 30 серпня 2020 року в програному (0:4) виїзному поєдинку кубку України проти «Епіцентру» з Дунаївців. Гудзінський вийшов на поле в стартовому складі та відіграв увесь матч. У Другій лізі України дебютував 6 вересня 2020 року в програному (0:3) домашньому поєдинку 1-го туру групи А проти хмельницького «Поділля». Вадим вийшов на поле в стартовому складі та відіграв увесь матч. Першим голом у дорослій кар'єрі відзначився 19 вересня 2021 року на 83-ій хвилині переможного (4:1) домашнього поєдинку 3-го туру групи А проти ФК «Чернігів». Вадим вийшов на поле в стартовому складі та відіграв увесь матч. У сезоні 2020/21 років зіграв 24 матчі (1 гол) у Другій лізі України та 1 поєдинок у кубку країни.
На початку липня 2021 року вільним агентом перебрався до «Агробізнеса». За нову команду дебютував 13 серпня 2021 року в програному (0:1) виїзному поєдинку 4-го туру Першої ліги України проти житомирського «Полісся». Гудзінський вийшов на поле в стартовому складі, а на 63-ій хвилині його замінив Микола Когут. 

## Кар'єра в збірній
Викликався до табору юнацьких збірних України різних вікових категорій. Провів 2 поєдинки за збірну U-16, три поєдинки — за команду U-18 та 3 поєдинки за команду U-19.